# Joanis Angakadzanian
Joanis (Janis) Angakadzanian (gr. Ιωάννης (Γιάννης) Αγκατζανιάν; ur. 21 marca 1971) – grecki zapaśnik walczący w stylu klasycznym. Olimpijczyk z Atlanty 1996, gdzie zajął ósme miejsce w kategorii 48 kg.
Trzykrotny medalista mistrzostw Europy, zdobył złoty medal w 1995; srebro w 1996 i brąz w 1994 roku.
- Turniej w Atlancie 1996

Zwyciężył Jorge Yllescasa z Peru i Turka Bayrama Özdemira a przegrał z Kang Yong-gyunem z Korei Północnej, Sim Gwon-ho z Korei Południowej i Hiroshim Kado z Japonii.